# Georg Strohmeyer
Georg Strohmeyer (* 6. November 1928 in Freden (Leine); † 3. Oktober 2020) war ein deutscher Internist und Hochschullehrer.

## Werdegang
Georg Strohmeyer besuchte das Wilhelm-Raabe Gymnasium in Bremerhaven von 1939 bis 1948, unterbrochen durch Kriegsdienst von 1944 bis Kriegsende. Nach dem Abitur im Jahr 1948 studierte er Medizin an den Universitäten Göttingen, Innsbruck und Hamburg, wo er 1954 sein medizinisches Staatsexamen und 1955 die Promotion ablegte. Strohmeyer war ab 1955 als Stipendiat der Deutsche Forschungsgemeinschaft (DFG) am Physiologisch-Chemischen Institut der Universität Hamburg tätig und von 1958 bis 1964 als wissenschaftlicher Assistent an der dortigen I. Medizinischen Universitätsklinik, unterbrochen durch ein Forschungsstipendium an der Harvard Medical School Boston im Jahr 1960. Strohmeyer wechselte dann an die Medizinische Klinik der Universität Marburg, habilitierte sich dort 1965 im Fach Innere Medizin bei Gustav Adolf Martini und wurde 1966 zum Oberarzt sowie 1970 zum Wissenschaftlichen Rat und Professor ernannt.
1973 wurde Georg Strohmeyer zum ordentlichen Professor für Innere Medizin sowie zum Direktor der II. Medizinischen Universitätsklinik Universität Düsseldorf berufen. Von 1981 bis 1988 war er Ärztlicher Direktor der dortigen Medizinischen Einrichtungen und in den Jahren von 1984 bis 1994 Sprecher und Leiter der Klinischen Forschungsgruppe der DFG. 1994 wurde Georg Strohmeyer emeritiert. Danach war er bis 2008 als Ärztlicher Direktor des Verbundes Katholischer Kliniken in Düsseldorf tätig.
Sein Forschungsinteresse galt vor allem den chronischen Lebererkrankungen und ihren Komplikationen, der Enzym-Diagnostik, dem Ammoniakstoffwechsel und Speichererkrankungen der Leber.
Georg Strohmeyer wurde auf dem Hauptfriedhof Neuss begraben.

## Georg-Strohmeyer-Stiftung
2001 gründete Georg Strohmeyer die nach ihm benannte Stiftung zum Zweck der Förderung der wissenschaftlichen Aus- und Weiterbildung von „Studierenden oder Nachwuchswissenschaftler/innen“ in- und ausländischer Hochschulen im Bereich der Medizin an der Heinrich-Heine-Universität Düsseldorf.

## Veröffentlichungen (Auswahl)
- Georg Strohmeyer, K. P. Maier, U. Leuschner, W. Stremmel (Hrsg.) Cholestatische Lebererkrankungen: Pathophysiologie, Klinik und Therapie. Schattauer, Stuttgart 1990. ISBN 3-7945-1391-6
- Georg Strohmeyer, Klaus Becker, Burkard May: Geschichte der Inneren Medizin in Nordrhein-Westfalen. 100 Jahre Rheinisch-Westfälische Gesellschaft für Innere Medizin 1903–2003. Ferdinand Schöningh, Paderborn 2004.

## Ehrungen (Auswahl)
- 1998: Thannhauser Medaille
- 2009: Lucie-Bolte-Preis
- Ehrenmitgliedschaft der Rheinisch-Westfälischen Gesellschaft für Innere Medizin[8]